# Tulostoma berteroanum
Tulostoma berteroanum es una especie de hongo del género Tulostoma, de la familia Agaricaceae, orden Agaricales. Fue descrita por (Léveillé ex Léveillé) Saccardo y Trotter.

## Distribución
Se distribuye por América del Sur y África.